# Cecil Higgs
Cecil Higgs (28 tháng 6 năm 1898, Thaba Nchu, Orange Free State - 16 tháng 6 năm 1986, Cape Town, Nam Phi) là một nghệ sĩ người Nam Phi.
Cô là con thứ ba và là con gái thứ hai trong số năm người con của Clement Higgs và vợ Florence. Năm 1912, cha của Higgs qua đời ở tuổi 50. Năm 1916, Higgs trở thành học sinh nội trú tại Trường trung học nữ Wesleyan (nay là Cao đẳng Kingswood) ở Grahamstown. Anh trai lớn nhất của cô, Clement jr., Đã bị giết năm 1916 trong Thế chiến I. Higgs đăng ký ngắn vào Trường Nghệ thuật Grahamstown vào năm 1918, tuy nhiên vào năm 1920, cô đi thuyền đến Anh và ở lại nước ngoài trong 13 năm. Cô được đào tạo tại London tại Trường Nghệ thuật Byam Shaw, tại Đại học Goldsmiths và, từ năm 1926, tại Học viện Nghệ thuật Hoàng gia. Sau đó Higgs được gọi trở lại Nam Phi, vì mẹ cô bệnh nặng, và đã mất năm 1934.
Higgs đã tổ chức triển lãm cá nhân đầu tiên của mình tại hội trường Khoa học trong nước của Đại học Stellenbosch vào năm 1935, gặp gỡ họa sĩ Wolf Kibel và nhà điêu khắc Lippy Lipshitz. Năm 1938, cô đã tổ chức một triển lãm chung với Rene Graetz, Maggie Lauber và Lippy Lipshitz. Năm 1938, cô trở lại Paris, tuy nhiên cô đã rời đi do Thế chiến II. Higgs gia nhập Nhóm mới nổi loạn chống lại các hình thức nghệ thuật truyền thống. Năm 1939, Higgs bắt đầu một tình bạn trọn đời với họa sĩ người Anh John Dronsfield. Năm 1953, cô tổ chức triển lãm cá nhân duy nhất của mình tại Orange Free State. Higgs cuối cùng đã định cư ở Sea Point, tuy nhiên ảnh hưởng của biển trong các bức tranh của cô đã dẫn đến nhãn hiệu của cô là một họa sĩ biển. Năm 1964, cô xây dựng một ngôi nhà ở Onrust.
Higgs cuối cùng được chẩn đoán mắc bệnh Alzheimer và năm 1984, cô chuyển đến Viện dưỡng lão Protea Park, nơi cô qua đời vào ngày 16 tháng 6 năm 1986.
Năm 1964, Higgs đã được trao huy chương vàng của Suid-Afrikaanse Akademie van Wetenskap en Kuns.

## Sách tham khảo
- Bertram, Dr. Dieter, Cecil Higgs Close Up
- Fransen, Hans, Three Centuries of South African Art
- Holloway, Victor, Cecil Higgs